# 옹진군의 국회의원
아래는 옹진군의 국회의원에 대한 설명이다.
| 대수  | 이름           | 소속정당   | 임기                              | 선거구역                                                                  |
| ----- | -------------- | ---------- | --------------------------------- | ------------------------------------------------------------------------- |
| 제1대 | 오택관(吳澤寬) | 한국독립당 | 1948년 5월 31일 - 1950년 5월 30일 | 옹진군 갑: 옹진읍, 북면, 서면, 용천면, 백령면                             |
| 제1대 | 김인식(金仁湜) | 무소속     | 1948년 5월 31일 - 1950년 5월 30일 | 옹진군 을: 흥미면, 부미면, 용연면, 봉구면, 송림면, 해남면, 동강면, 동남면 |
| 제2대 | 서범석(徐範錫) | 무소속     | 1950년 5월 31일 - 1954년 5월 30일 | 옹진군 갑: 옹진읍, 북면, 백령면, 용천면, 서면                             |
| 제2대 | 오의관(吳誼寬) | 무소속     | 1950년 5월 31일 - 1954년 5월 30일 | 옹진군 을: 부민면, 용연면, 봉구면, 흥미면, 동남면, 동강면, 해남면, 송림면 |

제3대 총선 때에는 옹진군의 대부분이 군사분계선 이북 지역이 된 데다 한국 전쟁 직후여서 국회의원을 선출할 수 없었다. 이후, 수복지구 재편 시 행정구역을 유지하여 제4대 총선부터 다시 국회의원을 선출하였다.